# Disparella longimana
Disparella longimana är en kräftdjursart som först beskrevs av Vanhoeffen 1914.  Disparella longimana ingår i släktet Disparella och familjen Desmosomatidae. Inga underarter finns listade i Catalogue of Life.